# Lista över Wimbledonmästare i herrsingel
Wimbledonmästerskapen är en årlig tennisturnering grundad 1877 som spelas utomhus på gräsbana[a][b] på All England Lawn Tennis and Croquet Club (AELTC) i Wimbledon, en förort till London, Storbritannien. Herrsingeln var den första grenen som det tävlades år 1877.
Wimbledon spelas den sista veckan i juni och den första veckan i juli, och är sedan 1987 den tredje av årets fyra Grand Slam-turneringar. Turneringen spelades inte 1915-1918 på grund av första världskriget och ej heller 1940-1945 under andra världskriget.

## Mästare
| Reguljär tävling                                           |
| Vinnare i All Comers Round och vinnare i Challenge Round ‡ |
| Försvarande mästare, vinnare i Challenge Round †           |
| Vinnare i All Comers Round, ingen Challenge Round ◊        |

### Amatöreran

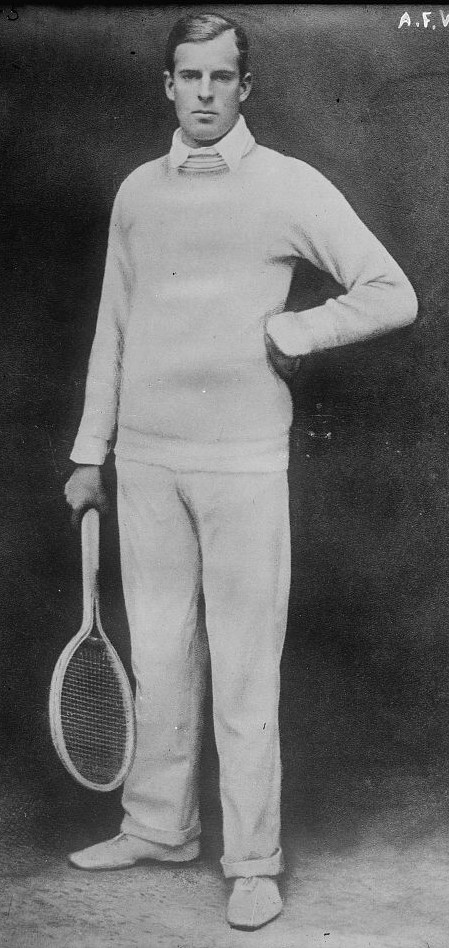
Anthony Wilding var den första personen som vunnit mer en gång och som kom ifrån ett annat land än Storbritannien.

| År[d] | Land     | Mästare               | Land  | Tvåa                 | Finalresultat                 |
| ----- | -------- | --------------------- | ----- | -------------------- | ----------------------------- |
| 1877  | UKGBI[e] | Spencer Gore          | UKGBI | William Marshall     | 6–1, 6–2, 6–4                 |
| 1878  | UKGBI    | Frank Hadow ‡         | UKGBI | Spencer Gore         | 7–5, 6–1, 9–7                 |
| 1879  | UKGBI    | John Hartley ◊        | UKGBI | Vere St. Leger Goold | 6–2, 6–4, 6–2                 |
| 1880  | UKGBI    | John Hartley †        | UKGBI | Herbert Lawford      | 6–3, 6–2, 2–6, 6–3            |
| 1881  | UKGBI    | William Renshaw ‡     | UKGBI | John Hartley         | 6–0, 6–1, 6–1                 |
| 1882  | UKGBI    | William Renshaw †     | UKGBI | Ernest Renshaw       | 6–1, 2–6, 4–6, 6–2, 6–2       |
| 1883  | UKGBI    | William Renshaw †     | UKGBI | Ernest Renshaw       | 2–6, 6–3, 6–3, 4–6, 6–3       |
| 1884  | UKGBI    | William Renshaw †     | UKGBI | Herbert Lawford      | 6–0, 6–4, 9–7                 |
| 1885  | UKGBI    | William Renshaw †     | UKGBI | Herbert Lawford      | 7–5, 6–2, 4–6, 7–5            |
| 1886  | UKGBI    | William Renshaw †     | UKGBI | Herbert Lawford      | 6–0, 5–7, 6–3, 6–4            |
| 1887  | UKGBI    | Herbert Lawford ◊     | UKGBI | Ernest Renshaw       | 1–6, 6–3, 3–6, 6–4, 6–4       |
| 1888  | UKGBI    | Ernest Renshaw ‡      | UKGBI | Herbert Lawford      | 6–3, 7–5, 6–0                 |
| 1889  | UKGBI    | William Renshaw ‡     | UKGBI | Ernest Renshaw       | 6–4, 6–1, 3–6, 6–0            |
| 1890  | UKGBI    | Willoughby Hamilton ‡ | UKGBI | William Renshaw      | 6–8, 6–2, 3–6, 6–1, 6–1       |
| 1891  | UKGBI    | Wilfred Baddeley ◊    | UKGBI | Joshua Pim           | 6–4, 1–6, 7–5, 6–0            |
| 1892  | UKGBI    | Wilfred Baddeley †    | UKGBI | Joshua Pim           | 4–6, 6–3, 6–3, 6–2            |
| 1893  | UKGBI    | Joshua Pim ‡          | UKGBI | Wilfred Baddeley     | 3–6, 6–1, 6–3, 6–2            |
| 1894  | UKGBI    | Joshua Pim †          | UKGBI | Wilfred Baddeley     | 10–8, 6–2, 8–6                |
| 1895  | UKGBI    | Wilfred Baddeley ◊    | UKGBI | Wilberforce Eaves    | 4–6, 2–6, 8–6, 6–2, 6–3       |
| 1896  | UKGBI    | Harold Mahony ‡       | UKGBI | Wilfred Baddeley     | 6–2, 6–8, 5–7, 8–6, 6–3       |
| 1897  | UKGBI    | Reginald Doherty ‡    | UKGBI | Harold Mahony        | 6–4, 6–4, 6–3                 |
| 1898  | UKGBI    | Reginald Doherty †    | UKGBI | Lawrence Doherty     | 6–3, 6–3, 2–6, 5–7, 6–1       |
| 1899  | UKGBI    | Reginald Doherty †    | UKGBI | Arthur Gore          | 1–6, 4–6, 6–3, 6–3, 6–3       |
| 1900  | UKGBI    | Reginald Doherty †    | UKGBI | Sydney Smith         | 6–8, 6–3, 6–1, 6–2            |
| 1901  | UKGBI    | Arthur Gore ‡         | UKGBI | Reginald Doherty     | 4–6, 7–5, 6–4, 6–4            |
| 1902  | UKGBI    | Lawrence Doherty ‡    | UKGBI | Arthur Gore          | 6–4, 6–3, 3–6, 6–0            |
| 1903  | UKGBI    | Lawrence Doherty †    | UKGBI | Frank Riseley        | 7–5, 6–3, 6–0                 |
| 1904  | UKGBI    | Lawrence Doherty †    | UKGBI | Frank Riseley        | 6–1, 7–5, 8–6                 |
| 1905  | UKGBI    | Lawrence Doherty †    | AUS   | Norman Brookes       | 8–6, 6–2, 6–4                 |
| 1906  | UKGBI    | Lawrence Doherty †    | UKGBI | Frank Riseley        | 6–4, 4–6, 6–2, 6–3            |
| 1907  | AUS      | Norman Brookes ◊      | UKGBI | Arthur Gore          | 6–4, 6–2, 6–2                 |
| 1908  | UKGBI    | Arthur Gore ◊         | UKGBI | Herbert Barrett      | 6–3, 6–2, 4–6, 3–6, 6–4       |
| 1909  | UKGBI    | Arthur Gore †         | UKGBI | Josiah Ritchie       | 6–8, 1–6, 6–2, 6–2, 6–2       |
| 1910  | NZL      | Anthony Wilding ‡     | UKGBI | Arthur Gore          | 6–4, 7–5, 4–6, 6–2            |
| 1911  | NZL      | Anthony Wilding †     | UKGBI | Herbert Barrett      | 6–4, 4–6, 2–6, 6–2, avbröt[f] |
| 1912  | NZL      | Anthony Wilding †     | UKGBI | Arthur Gore          | 6–4, 6–4, 4–6, 6–4            |
| 1913  | NZL      | Anthony Wilding †     | USA   | Maurice McLoughlin   | 8–6, 6–3, 10–8                |
| 1914  | AUS      | Norman Brookes ‡      | NZL   | Anthony Wilding      | 6–4, 6–4, 7–5                 |
| 1915  | —        | Ingen[g]              | —     | —                    | —                             |
| 1916  | —        | Ingen                 | —     | —                    | —                             |
| 1917  | —        | Ingen                 | —     | —                    | —                             |
| 1918  | —        | Ingen                 | —     | —                    | —                             |
| 1919  | AUS      | Gerald Patterson ‡    | AUS   | Norman Brookes       | 6–3, 7–5, 6–2                 |
| 1920  | USA      | Bill Tilden ‡         | AUS   | Gerald Patterson     | 2–6, 6–3, 6–2, 6–4            |
| 1921  | USA      | Bill Tilden †         | RSA   | Brian Norton         | 4–6, 2–6, 6–1, 6–0, 7–5       |
| 1922  | AUS      | Gerald Patterson      | UKGBI | Randolph Lycett      | 6–3, 6–4, 6–2                 |
| 1923  | USA      | Bill Johnston         | USA   | Francis Hunter       | 6–0, 6–3, 6–1                 |
| 1924  | FRA      | Jean Borotra          | FRA   | René Lacoste         | 6–1, 3–6, 6–1, 3–6, 6–4       |
| 1925  | FRA      | René Lacoste          | FRA   | Jean Borotra         | 6–3, 6–3, 4–6, 8–6            |
| 1926  | FRA      | Jean Borotra          | USA   | Howard Kinsey        | 8–6, 6–1, 6–3                 |
| 1927  | FRA      | Henri Cochet          | FRA   | Jean Borotra         | 4–6, 4–6, 6–3, 6–4, 7–5       |
| 1928  | FRA      | René Lacoste          | FRA   | Henri Cochet         | 6–1, 4–6, 6–4, 6–2            |
| 1929  | FRA      | Henri Cochet          | FRA   | Jean Borotra         | 6–4, 6–3, 6–4                 |
| 1930  | USA      | Bill Tilden           | USA   | Wilmer Allison       | 6–3, 9–7, 6–4                 |
| 1931  | USA      | Sidney Wood           | USA   | Frank Shields        | walkover[h]                   |
| 1932  | USA      | Ellsworth Vines       | GBR   | Bunny Austin         | 6–2, 6–2, 6–0                 |
| 1933  | AUS      | Jack Crawford         | USA   | Ellsworth Vines      | 4–6, 11–9, 6–2, 2–6, 6–4      |
| 1934  | GBR      | Fred Perry            | AUS   | Jack Crawford        | 6–3, 6–0, 7–5                 |
| 1935  | GBR      | Fred Perry            | DEU   | Gottfried von Cramm  | 6–2, 6–4, 6–4                 |
| 1936  | GBR      | Fred Perry            | DEU   | Gottfried von Cramm  | 6–1, 6–1, 6–0                 |
| 1937  | USA      | Don Budge             | DEU   | Gottfried von Cramm  | 6–3, 6–4, 6–2                 |
| 1938  | USA      | Don Budge             | GBR   | Bunny Austin         | 6–1, 6–0, 6–3                 |
| 1939  | USA      | Bobby Riggs           | USA   | Elwood Cooke         | 2–6, 8–6, 3–6, 6–3, 6–2       |
| 1940  | —        | Ingen[i]              | —     | —                    | —                             |
| 1941  | —        | Ingen                 | —     | —                    | —                             |
| 1942  | —        | Ingen                 | —     | —                    | —                             |
| 1943  | —        | Ingen                 | —     | —                    | —                             |
| 1944  | —        | Ingen                 | —     | —                    | —                             |
| 1945  | —        | Ingen                 | —     | —                    | —                             |
| 1946  | FRA      | Yvon Petra            | AUS   | Geoff Brown          | 6–2, 6–4, 7–9, 5–7, 6–4       |
| 1947  | USA      | Jack Kramer           | USA   | Tom Brown            | 6–1, 6–3, 6–2                 |
| 1948  | USA      | Bob Falkenburg        | AUS   | John Bromwich        | 7–5, 0–6, 6–2, 3–6, 7–5       |
| 1949  | USA      | Ted Schroeder         | TCH   | Jaroslav Drobný      | 3–6, 6–0, 6–3, 4–6, 6–4       |
| 1950  | USA      | Budge Patty           | AUS   | Frank Sedgman        | 6–1, 8–10, 6–2, 6–3           |
| 1951  | USA      | Dick Savitt           | AUS   | Ken McGregor         | 6–4, 6–4, 6–4                 |
| 1952  | AUS      | Frank Sedgman         | EGY   | Jaroslav Drobný      | 4–6, 6–2, 6–3, 6–2            |
| 1953  | USA      | Vic Seixas            | DEN   | Kurt Nielsen         | 9–7, 6–3, 6–4                 |
| 1954  | EGY      | Jaroslav Drobný       | AUS   | Ken Rosewall         | 13–11, 4–6, 6–2, 9–7          |
| 1955  | USA      | Tony Trabert          | DEN   | Kurt Nielsen         | 6–3, 7–5, 6–1                 |
| 1956  | AUS      | Lew Hoad              | AUS   | Ken Rosewall         | 6–2, 4–6, 7–5, 6–4            |
| 1957  | AUS      | Lew Hoad              | AUS   | Ashley Cooper        | 6–2, 6–1, 6–2                 |
| 1958  | AUS      | Ashley Cooper         | AUS   | Neale Fraser         | 3–6, 6–3, 6–4, 13–11          |
| 1959  | USA[j]   | Alex Olmedo           | AUS   | Rod Laver            | 6–4, 6–3, 6–4                 |
| 1960  | AUS      | Neale Fraser          | AUS   | Rod Laver            | 6–4, 3–6, 9–7, 7–5            |
| 1961  | AUS      | Rod Laver             | USA   | Chuck McKinley       | 6–3, 6–1, 6–4                 |
| 1962  | AUS      | Rod Laver             | AUS   | Martin Mulligan      | 6–2, 6–2, 6–1                 |
| 1963  | USA      | Chuck McKinley        | AUS   | Fred Stolle          | 9–7, 6–1, 6–4                 |
| 1964  | AUS      | Roy Emerson           | AUS   | Fred Stolle          | 6–4, 12–10, 4–6, 6–3          |
| 1965  | AUS      | Roy Emerson           | AUS   | Fred Stolle          | 6–2, 6–4, 6–4                 |
| 1966  | ESP      | Manuel Santana        | USA   | Dennis Ralston       | 6–4, 11–9, 6–4                |
| 1967  | AUS      | John Newcombe         | FRG   | Wilhelm Bungert      | 6–3, 6–1, 6–1                 |

### Öppna eran

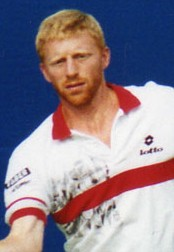
Boris Becker vann tre av de sju finaler han nådde.

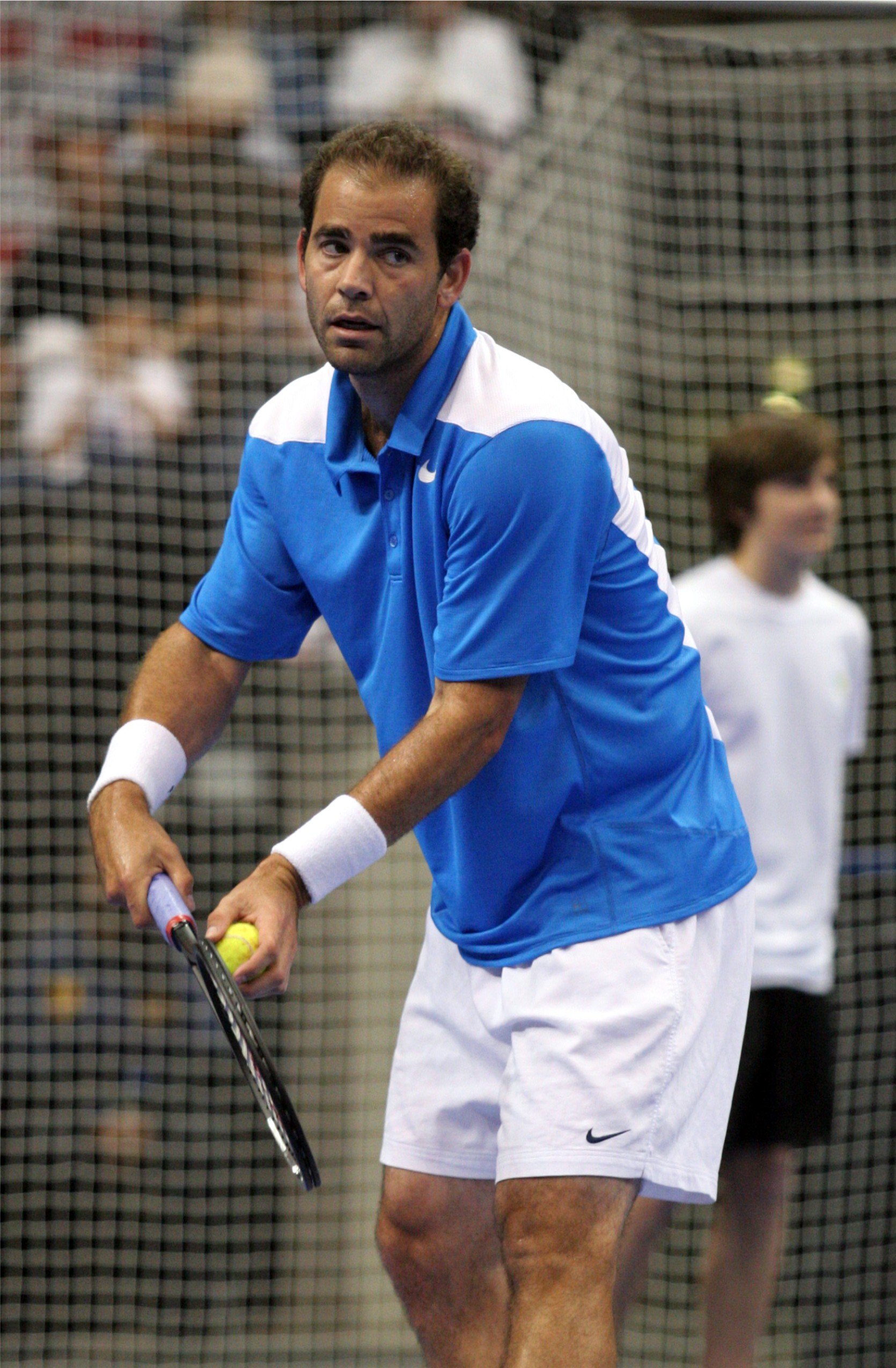
Amerikanske Pete Sampras vann sju titlar utan Challenge Round, från 1993 till 1995 och från 1997 till 2000.

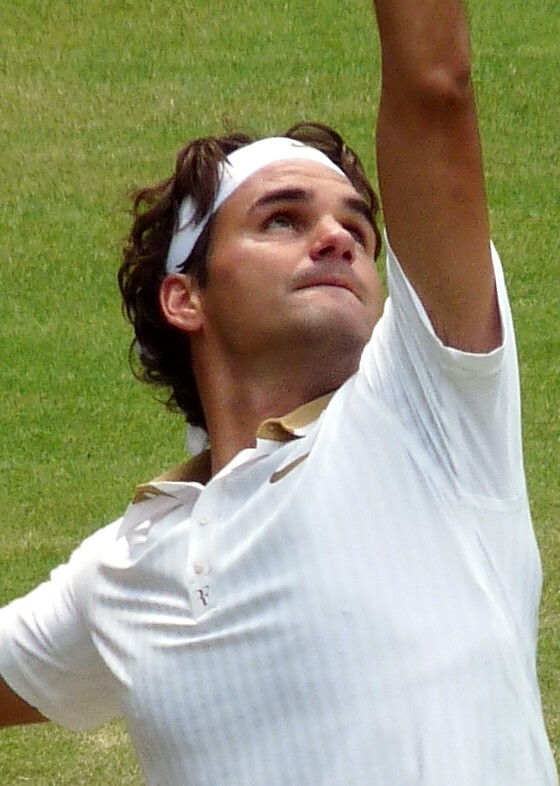
Roger Federer har vunnit åtta Wimbledonmästerskap av de hittills tolv han har nått final i.

| År[d] | Land                                     | Mästare                                  | Land                                     | Tvåa                                     | Finalresultat                            |
| ----- | ---------------------------------------- | ---------------------------------------- | ---------------------------------------- | ---------------------------------------- | ---------------------------------------- |
| 1968  | AUS                                      | Rod Laver[b]                             | AUS                                      | Tony Roche                               | 6–3, 6–4, 6–2                            |
| 1969  | AUS                                      | Rod Laver                                | AUS                                      | John Newcombe                            | 6–4, 5–7, 6–4, 6–4                       |
| 1970  | AUS                                      | John Newcombe                            | AUS                                      | Ken Rosewall                             | 5–7, 6–3, 6–2, 3–6, 6–1                  |
| 1971  | AUS                                      | John Newcombe                            | USA                                      | Stan Smith                               | 6–3, 5–7, 2–6, 6–4, 6–4                  |
| 1972  | USA                                      | Stan Smith                               | ROU                                      | Ilie Năstase                             | 4–6, 6–3, 6–3, 4–6, 7–5                  |
| 1973  | TCH                                      | Jan Kodeš                                | URS                                      | Alex Metreveli                           | 6–1, 9–8(7–5), 6–3                       |
| 1974  | USA                                      | Jimmy Connors                            | AUS                                      | Ken Rosewall                             | 6–1, 6–1, 6–4                            |
| 1975  | USA                                      | Arthur Ashe                              | USA                                      | Jimmy Connors                            | 6–1, 6–1, 5–7, 6–4                       |
| 1976  | SWE                                      | Björn Borg                               | ROU                                      | Ilie Năstase                             | 6–4, 6–2, 9–7                            |
| 1977  | SWE                                      | Björn Borg                               | USA                                      | Jimmy Connors                            | 3–6, 6–2, 6–1, 5–7, 6–4                  |
| 1978  | SWE                                      | Björn Borg                               | USA                                      | Jimmy Connors                            | 6–2, 6–2, 6–3                            |
| 1979  | SWE                                      | Björn Borg                               | USA                                      | Roscoe Tanner                            | 6–7(4–7), 6–1, 3–6, 6–3, 6–4             |
| 1980  | SWE                                      | Björn Borg                               | USA                                      | John McEnroe                             | 1–6, 7–5, 6–3, 6–7(16–18), 8–6           |
| 1981  | USA                                      | John McEnroe                             | SWE                                      | Björn Borg                               | 4–6, 7–6(7–1), 7–6(7–4), 6–4             |
| 1982  | USA                                      | Jimmy Connors                            | USA                                      | John McEnroe                             | 3–6, 6–3, 6–7(2–7), 7–6(7–5), 6–4        |
| 1983  | USA                                      | John McEnroe                             | NZL                                      | Chris Lewis                              | 6–2, 6–2, 6–2                            |
| 1984  | USA                                      | John McEnroe                             | USA                                      | Jimmy Connors                            | 6–1, 6–1, 6–2                            |
| 1985  | FRG                                      | Boris Becker                             | USA                                      | Kevin Curren                             | 6–3, 6–7(4–7), 7–6(7–3), 6–4             |
| 1986  | FRG                                      | Boris Becker                             | TCH                                      | Ivan Lendl                               | 6–4, 6–3, 7–5                            |
| 1987  | AUS                                      | Pat Cash                                 | TCH                                      | Ivan Lendl                               | 7–6(7–5), 6–2, 7–5                       |
| 1988  | SWE                                      | Stefan Edberg                            | FRG                                      | Boris Becker                             | 4–6, 7–6(7–2), 6–4, 6–2                  |
| 1989  | FRG                                      | Boris Becker                             | SWE                                      | Stefan Edberg                            | 6–0, 7–6(7–1), 6–4                       |
| 1990  | SWE                                      | Stefan Edberg                            | FRG                                      | Boris Becker                             | 6–2, 6–2, 3–6, 3–6, 6–4                  |
| 1991  | DEU                                      | Michael Stich                            | DEU                                      | Boris Becker                             | 6–4, 7–6(7–4), 6–4                       |
| 1992  | USA                                      | Andre Agassi                             | KRO                                      | Goran Ivanišević                         | 6–7(8–10), 6–4, 6–4, 1–6, 6–4            |
| 1993  | USA                                      | Pete Sampras                             | USA                                      | Jim Courier                              | 7–6(7–3), 7–6(8–6), 3–6, 6–3             |
| 1994  | USA                                      | Pete Sampras                             | KRO                                      | Goran Ivanišević                         | 7–6(7–2), 7–6(7–5), 6–0                  |
| 1995  | USA                                      | Pete Sampras                             | DEU                                      | Boris Becker                             | 6–7(5–7), 6–2, 6–4, 6–2                  |
| 1996  | NED                                      | Richard Krajicek                         | USA                                      | MaliVai Washington                       | 6–3, 6–4, 6–3                            |
| 1997  | USA                                      | Pete Sampras                             | FRA                                      | Cédric Pioline                           | 6–4, 6–2, 6–4                            |
| 1998  | USA                                      | Pete Sampras                             | KRO                                      | Goran Ivanišević                         | 6–7(2–7), 7–6(11–9), 6–4, 3–6, 6–2       |
| 1999  | USA                                      | Pete Sampras                             | USA                                      | Andre Agassi                             | 6–3, 6–4, 7–5                            |
| 2000  | USA                                      | Pete Sampras                             | AUS                                      | Patrick Rafter                           | 6–7(10–12), 7–6(7–5), 6–4, 6–2           |
| 2001  | KRO                                      | Goran Ivanišević                         | AUS                                      | Patrick Rafter                           | 6–3, 3–6, 6–3, 2–6, 9–7                  |
| 2002  | AUS                                      | Lleyton Hewitt                           | ARG                                      | David Nalbandian                         | 6–1, 6–3, 6–2                            |
| 2003  | SUI                                      | Roger Federer                            | AUS                                      | Mark Philippoussis                       | 7–6(7–5), 6–2, 7–6(7–3)                  |
| 2004  | SUI                                      | Roger Federer                            | USA                                      | Andy Roddick                             | 4–6, 7–5, 7–6(7–3), 6–4                  |
| 2005  | SUI                                      | Roger Federer                            | USA                                      | Andy Roddick                             | 6–2, 7–6(7–2), 6–4                       |
| 2006  | SUI                                      | Roger Federer                            | ESP                                      | Rafael Nadal                             | 6–0, 7–6(7–5), 6–7(2–7), 6–3             |
| 2007  | SUI                                      | Roger Federer                            | ESP                                      | Rafael Nadal                             | 7–6(9–7), 4–6, 7–6(7–3), 2–6, 6–2        |
| 2008  | ESP                                      | Rafael Nadal                             | SUI                                      | Roger Federer                            | 6–4, 6–4, 6–7(5–7), 6–7(8–10), 9–7       |
| 2009  | SUI                                      | Roger Federer                            | USA                                      | Andy Roddick                             | 5–7, 7–6(8–6),7–6(7–5),3–6, 16–14        |
| 2010  | ESP                                      | Rafael Nadal                             | CZE                                      | Tomáš Berdych                            | 6–3, 7–5, 6–4                            |
| 2011  | SRB                                      | Novak Đoković                            | ESP                                      | Rafael Nadal                             | 6–4, 6–1, 1–6, 6–3                       |
| 2012  | SUI                                      | Roger Federer                            | UK                                       | Andy Murray                              | 4–6, 7–5, 6–3, 6–4                       |
| 2013  | GBR                                      | Andy Murray                              | SRB                                      | Novak Đoković                            | 6–4, 7–5, 6–4                            |
| 2014  | SRB                                      | Novak Đoković                            | SUI                                      | Roger Federer                            | 6-7, 6-4, 7-6, 5-7, 6-4                  |
| 2015  | SRB                                      | Novak Đoković                            | SUI                                      | Roger Federer                            | 7–6, 6–7, 6–4, 6–3                       |
| 2016  | GBR                                      | Andy Murray                              | CAN                                      | Milos Raonic                             | 6–4, 7–6(7–3), 7–6(7–2)                  |
| 2017  | SUI                                      | Roger Federer                            | CRO                                      | Marin Čilić                              | 6–3, 6–1, 6–4                            |
| 2018  | SRB                                      | Novak Đoković                            | RSA                                      | Kevin Anderson                           | 6–2, 6–2, 7–6(7–3)                       |
| 2019  | SRB                                      | Novak Đoković                            | SUI                                      | Roger Federer                            | 7–6(7–5), 1–6, 7–6(7–4), 4–6, 13–12(7–3) |
| 2020  | Inställt på grund av Coronaviruspandemin | Inställt på grund av Coronaviruspandemin | Inställt på grund av Coronaviruspandemin | Inställt på grund av Coronaviruspandemin | Inställt på grund av Coronaviruspandemin |
| 2021  | SRB                                      | Novak Đoković                            | ITA                                      | Matteo Berrettini                        | 6–7(4–7), 6–4, 6–4, 6–3                  |
| 2022  | SRB                                      | Novak Đoković                            | AUS                                      | Nick Kyrgios                             | 4–6, 6-3, 6-4, 7-6(7-3)                  |
| 2023  | ESP                                      | Carlos Alcaraz                           | SRB                                      | Novak Đoković                            | 1–6, 7–6 (8–6), 6–1, 3–6, 6–4            |
| 2024  | ESP                                      | Carlos Alcaraz                           | SRB                                      | Novak Đoković                            | 6–2, 6–2, 7–6 (7–4)                      |
| 2025  | ITA                                      | Jannik Sinner                            | ESP                                      | Carlos Alcaraz                           | 4–6, 6–4, 6–4, 6–4                       |

## Statistik

### Spelare med mer än en vinst

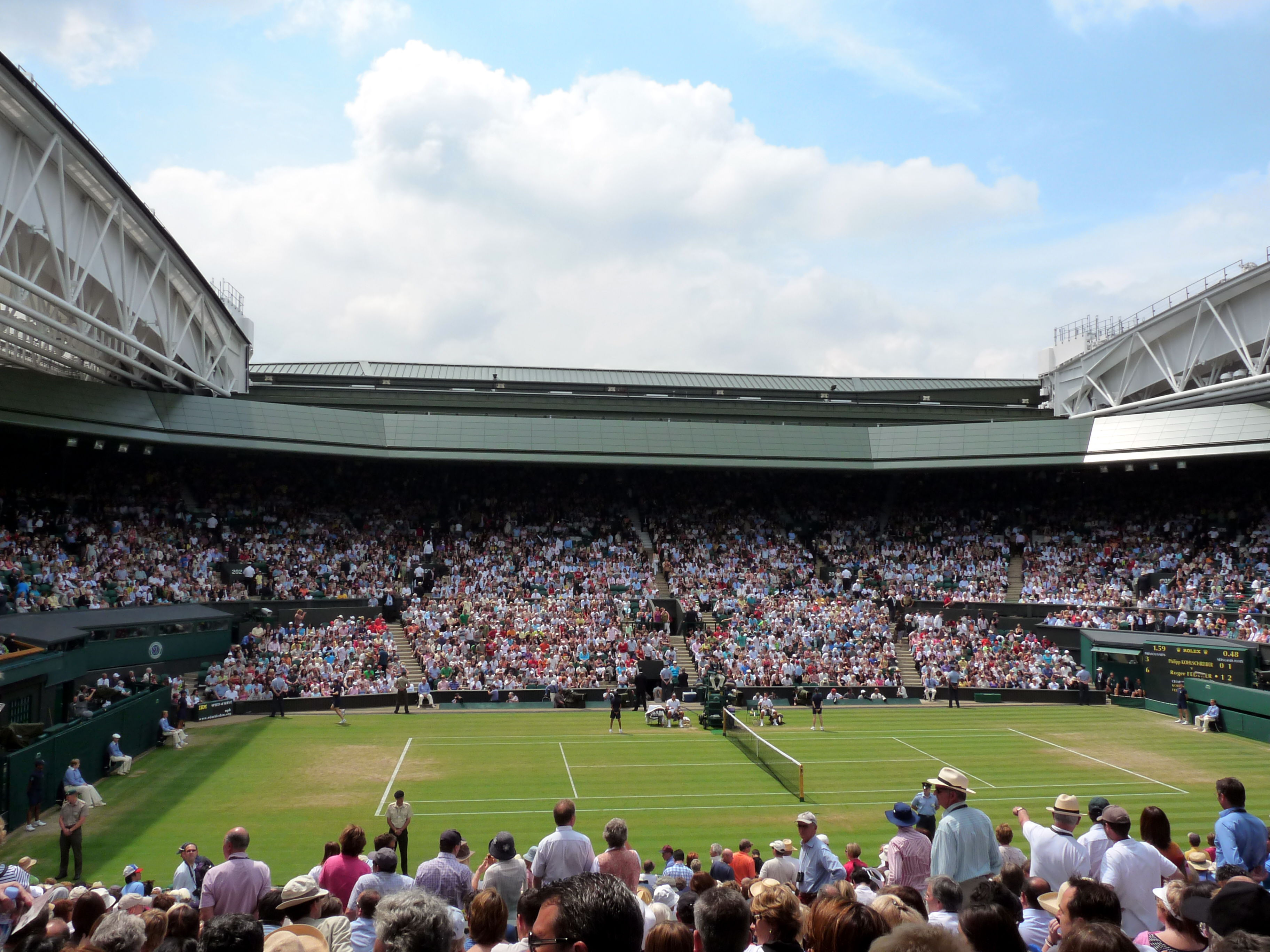
På All England Lawn Tennis and Croquet Clubs Centre Court har alla herrsingelfinaler spelats sedan 1922.

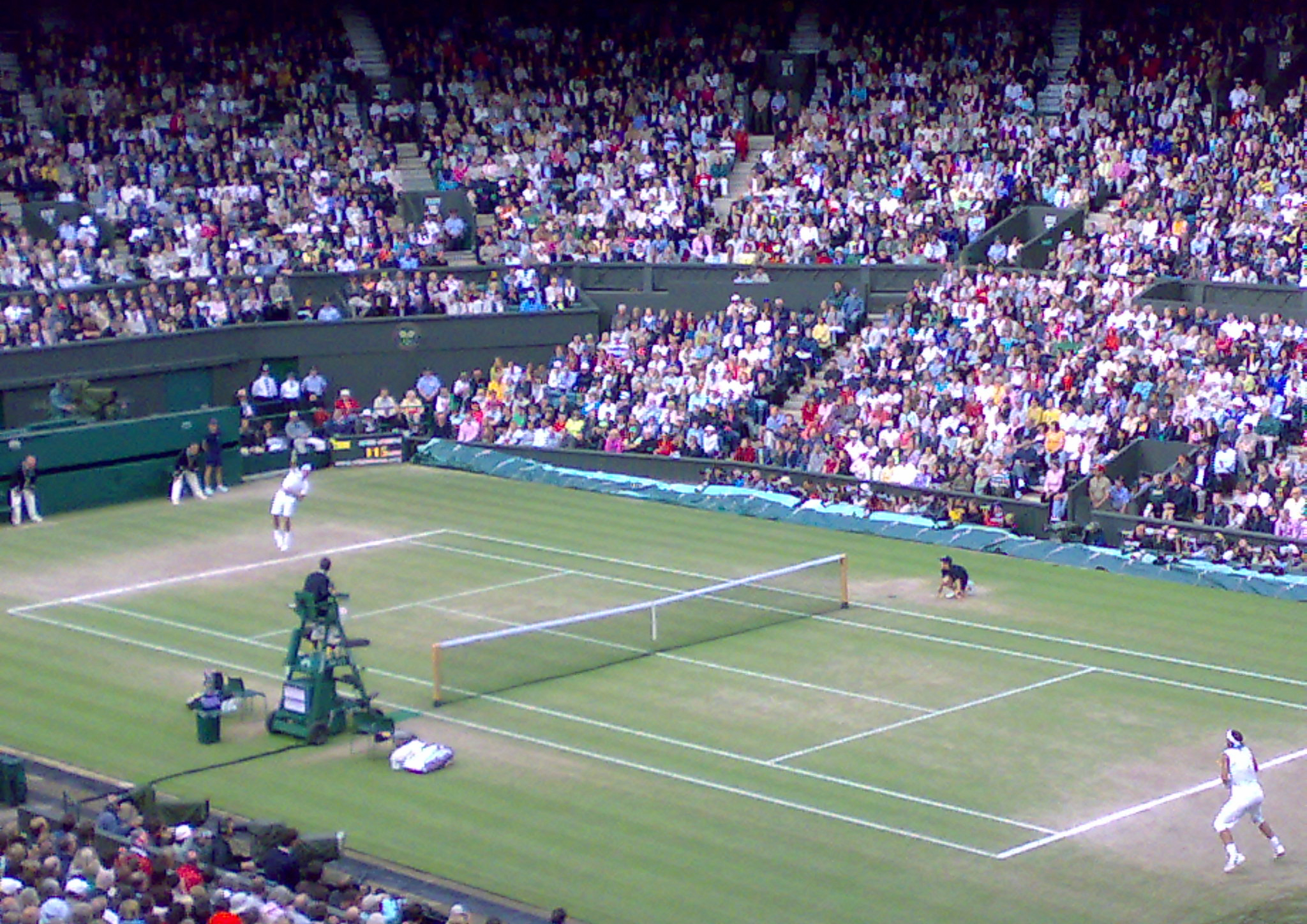
Finalen 2008 var den dittills längsta i Wimbledons historia på fyra timmar och 48 minuter.

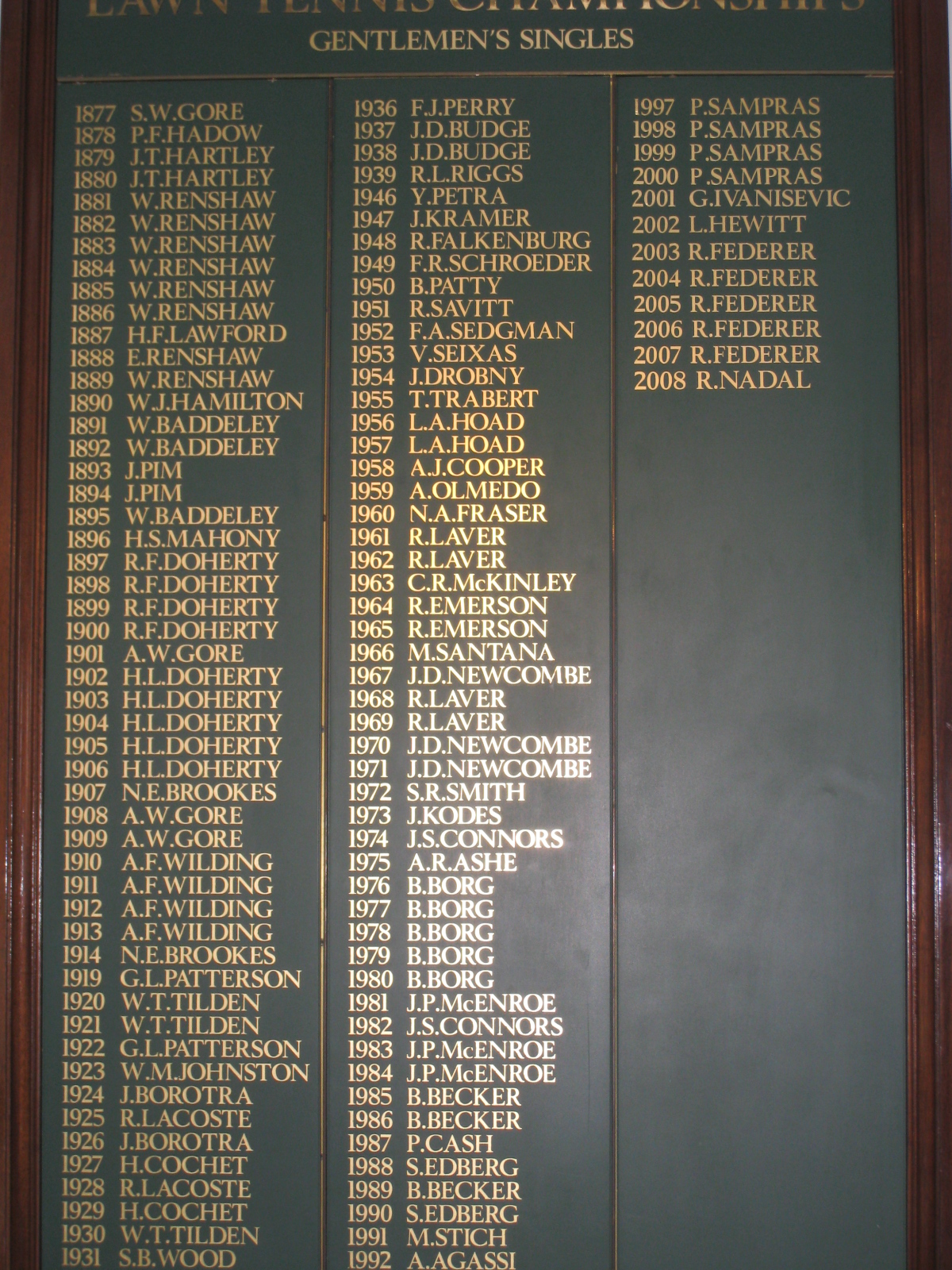
Lista över mästare, per den 2008, i Wimbledon Lawn Tennis Museum

| Titel försvarad i Challenge Round |
| Aktiv 2021 +                      |

Uppdaterad efter turneringen 2021
| Spelare                | Öppen nivå | Amatörnivå | Sammanlagt | År                                             |
| ---------------------- | ---------- | ---------- | ---------- | ---------------------------------------------- |
| Roger Federer (SUI) +  | 8          | 0          | 8          | 2003, 2004, 2005, 2006, 2007, 2009, 2012, 2017 |
| Pete Sampras (USA)     | 7          | 0          | 7          | 1993, 1994, 1995, 1997, 1998, 1999, 2000       |
| William Renshaw (GBR)  | 0          | 7          | 7          | 1881, 1882, 1883, 1884, 1885, 1886, 1889       |
| Novak Djokovic (SRB) + | 6          | 0          | 6          | 2011, 2014, 2015, 2018, 2019, 2021             |
| Björn Borg (SWE)       | 5          | 0          | 5          | 1976, 1977, 1978, 1979, 1980                   |
| Lawrence Doherty (GBR) | 0          | 5          | 5          | 1902, 1903, 1904, 1905, 1906                   |
| Reginald Doherty (GBR) | 0          | 4          | 4          | 1897, 1898, 1899, 1900                         |
| Rod Laver (AUS)        | 2          | 2          | 4          | 1961, 1962, 1968, 1969                         |
| Anthony Wilding (NZL)  | 0          | 4          | 4          | 1910, 1911, 1912, 1913                         |
| Wilfred Baddeley (GBR) | 0          | 3          | 3          | 1891, 1892, 1895                               |
| Boris Becker (FRG)     | 3          | 0          | 3          | 1985, 1986, 1989                               |
| Arthur Gore (GBR)      | 0          | 3          | 3          | 1901, 1908, 1909                               |
| John McEnroe (USA)     | 3          | 0          | 3          | 1981, 1983, 1984                               |
| John Newcombe (AUS)    | 2          | 1          | 3          | 1967, 1970, 1971                               |
| Fred Perry (GBR)       | 0          | 3          | 3          | 1934, 1935, 1936                               |
| Bill Tilden (USA)      | 0          | 3          | 3          | 1920, 1921, 1930                               |
| Jean Borotra (FRA)     | 0          | 2          | 2          | 1924, 1926                                     |
| Norman Brookes (AUS)   | 0          | 2          | 2          | 1907, 1914                                     |
| Don Budge (USA)        | 0          | 2          | 2          | 1937, 1938                                     |
| Henri Cochet (FRA)     | 0          | 2          | 2          | 1927, 1929                                     |
| Jimmy Connors (USA)    | 2          | 0          | 2          | 1974, 1982                                     |
| Stefan Edberg (SVE)    | 2          | 0          | 2          | 1988, 1990                                     |
| Roy Emerson (AUS)      | 0          | 2          | 2          | 1964, 1965                                     |
| John Hartley (GBR)     | 0          | 2          | 2          | 1879, 1880                                     |
| Lew Hoad (AUS)         | 0          | 2          | 2          | 1956, 1957                                     |
| René Lacoste (FRA)     | 0          | 2          | 2          | 1925, 1928                                     |
| Andy Murray (GBR)      | 2          | 0          | 2          | 2013, 2016                                     |
| Rafael Nadal (SPA) +   | 2          | 0          | 2          | 2008, 2010                                     |
| Gerald Patterson (AUS) | 0          | 2          | 2          | 1919, 1922                                     |
| Joshua Pim (GBR)       | 0          | 2          | 2          | 1893, 1894                                     |

### Mästare efter land

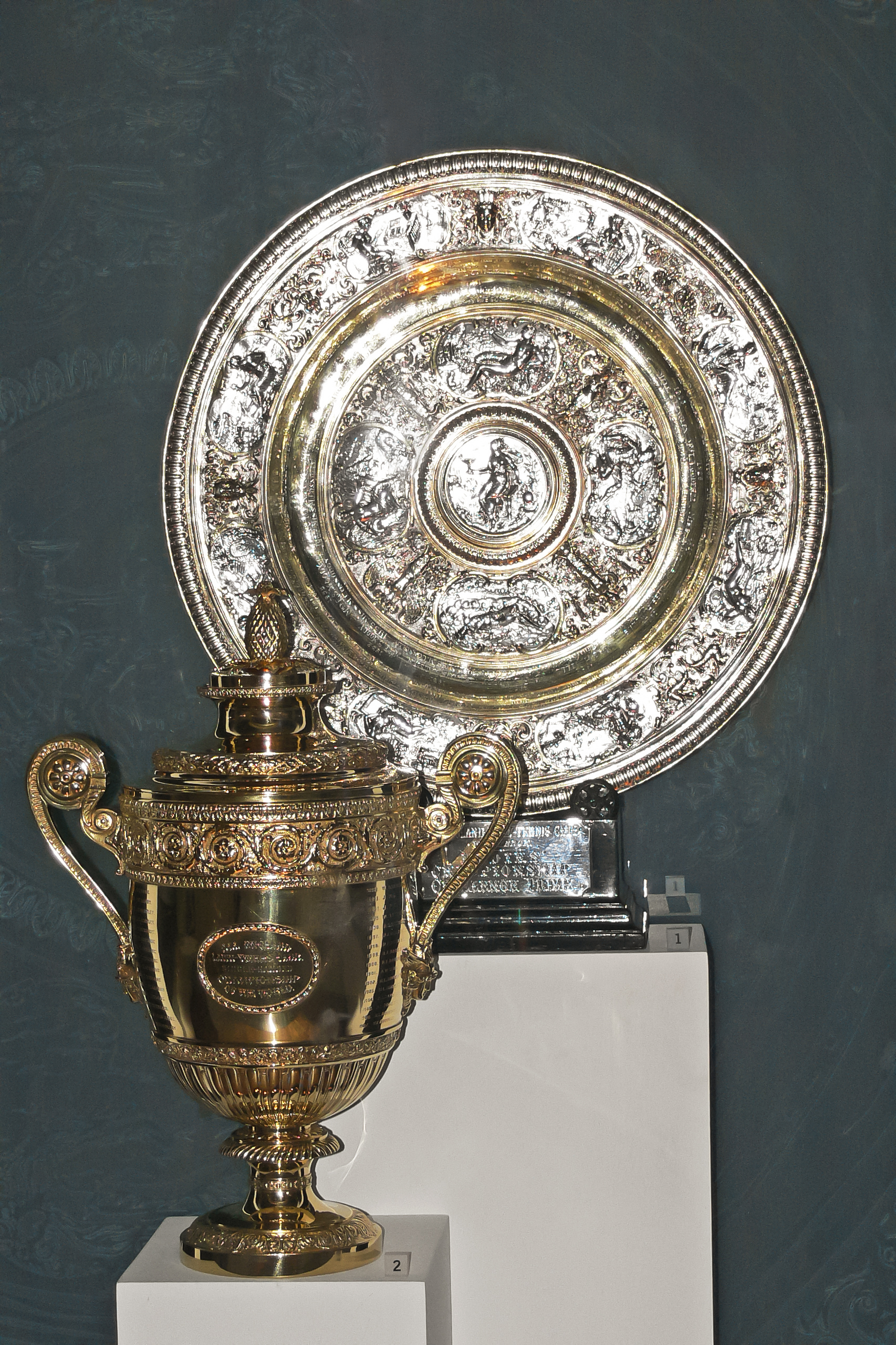
Trofén som ges till vinnaren i herrsingeln (vänster) och damsingelns (höger)

Uppdaterad efter turneringen 2021
| Land                                  | Amatörnivå | Öppen nivå | Sammanlagt | Första titeln | Senaste titeln |
| ------------------------------------- | ---------- | ---------- | ---------- | ------------- | -------------- |
| Storbritannien (UK)[e][k]             | 35         | 2          | 37         | 1877          | 2016           |
| USA (USA)                             | 18         | 15         | 33         | 1920          | 2000           |
| Australien (AUS)                      | 15         | 6          | 21         | 1907          | 2002           |
| Schweiz (SUI)                         | 0          | 8          | 8          | 2003          | 2017           |
| Frankrike (FRA)                       | 7          | 0          | 7          | 1924          | 1946           |
| Sverige (SWE)                         | 0          | 7          | 7          | 1976          | 1990           |
| Serbien (SRB)                         | 0          | 6          | 6          | 2011          | 2021           |
| Västtyskland/ Tyskland (FRG)/(DEU)[l] | 0          | 4          | 4          | 1985          | 1991           |
| Nya Zeeland (NZL)                     | 4          | 0          | 4          | 1910          | 1913           |
| Spanien (ESP)                         | 1          | 2          | 3          | 1966          | 2010           |
| Kroatien (HRV)                        | 0          | 1          | 1          | 2001          | 2001           |
| Tjeckoslovakien (TCH)                 | 0          | 1          | 1          | 1973          | 1973           |
| Egypten (EGY)                         | 1          | 0          | 1          | 1954          | 1954           |
| Nederländerna (NED)                   | 0          | 1          | 1          | 1996          | 1996           |